# Парламентские выборы на Кубе (1986)
Непрямые парламентские выборы на Кубе в 3-ю Национальную ассамблею были проведены 27 ноября 1986 года. Ассамблея была расширена до 510 членов.

## Результаты
Первичные выборы проходили в два тура: 19 и 26 октября 1986 года. Избиратели выбрали членов 169 муниципальных ассамблей. В первом туре участвовало 6 704 479 избирателей (участие — 97,65 %) и было избрано 12 623 местных депутатов. Во втором туре при участии 93,6 % были избраны оставшиеся 633 члена муниципальных ассамблей. После этого 27 ноября депутаты муниципальных ассамблей избрали 510 членов Национальной ассамблеи. Кандидаты должны были быть членами Коммунистической партии, Молодёжной коммунистической лиги или массовых организаций.
С 30 ноября по 2 декабря проходил 3-й съезд КПК, на котором обсуждался 5-летний экономический план развития. 29 декабря 1986 года 3-я Ассамблея начала свою работу. Флавио Браво Пардо был переизбран Президентом Ассамблеи, а Фидель Кастро — Председателем Государственного совета.